# Rashan Gary
(en) Statistiques sur pro-football-reference
Rashan Gary, né le 3 décembre 1997 à Plainfield dans le New Jersey, est un joueur professionnel de football américain des Packers de Green Bay de la National Football League (NFL) évoluant au poste de defensive end. Il joue au football universitaire à l'université du Michigan pendant trois saisons.

## Jeunesse
Gary commence sa carrière au lycée Scotch Plains-Fanwood jusqu'à ce qu'il soit transféré à la Paramus Catholic High School pour les saisons junior et senior, après avoir déménagé Scotch Plains, où il vit avec son père, à Plainfield chez sa mère,. Son premier lycée affirme que Paramus a recruté Gary, mais la New Jersey State Interscholastic Athletic Association a unanimement statué que Scotch-Plains Fanwood n'a pas prouvé ses allégations. Au cours de sa saison senior, il récolte 13,5 sacks, 55 tacles, dont 29 for loss, quatre fumbles forcés et il retourne un punt bloqué pour un touchdown, en neuf matchs. Après la saison, Gary est nommé joueur défensif de l'année par USA Today et High School All-American,.
Il participe au match Under Armour All-America 2016 où il enregistre six tacles et trois sacks, et est nommé MVP.
Il devient le troisième joueur à être unanimement élu meilleur joueur du pays à l'unanimité par les quatre principaux réseaux de recrutement, 247Sports.com, ESPN.com, Rivals.com et Scout.com (en), après Jadeveon Clowney en 2011 et Robert Nkemdiche en 2013. En juin 2015, Michigan embauche Chris Partridge, l'ancien entraîneur-chef de l'école secondaire de Gary, en tant que directeur du personnel et du recrutement. En janvier 2016, il est promu entraîneur des linebackers et des équipes spéciales,.
Après des visites à Auburn, Clemson, Michigan, Ole Miss et USC, Gary s'engage à jouer au football universitaire pour les Wolverines du Michigan le 3 février 2016.

## Carrière universitaire
Comme freshman, lors de la saison 2016, Gary joue dans les treize matchs des Wolverines, totalisant 23 tacles, 5 tacles for loss et un sack. Il est nommé au sein de l'équipe défensive College Big Ten de la semaine par Pro Football Focus après sa performance dans la victoire 51-14 contre les Knights de l'université du centre de la Floride le 10 septembre 2016, où il réalise 6 tacles et 2 tacles for loss, dont 1 sack.
Au cours de la saison 2017, son année sophomore, Gary établit des sommets en carrière en tacles (58), tacles for loss (11,5) et en sacks (5,5). Après la saison 2017, Gary est nommé dans la première équipe défensive Big Ten par les entraîneurs et dans la seconde équipe par les médias et Associated Press (AP),. Il fait ses débuts comme titulaire contre les Gators de l'université de Floride lors de l'Advocare Classic (en) le 2 septembre 2017. Après le match du Michigan contre les Hoosiers de l'université de l'Indiana le 14 octobre 2017, Gary est nommé joueur de ligne défensive du match. Contre les Terrapins de l'université du Maryland le 11 novembre 2017, Gary totalise cinq tacles, dont un demi for loss, ce qui lui vaut le titre de joueur de ligne défensif avec Chase Winovich et Maurice Hurst (en), ainsi qu'une sélection dans l'équipe défensive de la semaine College Big Ten de Pro Football Focus.
Après sa saison 2017, il reçoit le prix Richard Katcher du meilleur joueur de ligne défensive ou linebacker extérieur de l'équipe des Wolverines.
Avant son année junior, la saison 2018, Gary est nommé dans la deuxième équipe All-American de la pré-saison par l'AP. Il est aussi placé sur les listes de surveillance pré-saison pour plusieurs prix nationaux, y compris le prix Chuck Bednarik, le trophée Bronko Nagurski, le prix Walter Camp et le prix Ted Hendricks.
Gary enregistre 38 tacles au total durant la saison 2018, dont 6,5 for loss et 3,5 sacks. Après la saison, il est nommé dans la première équipe défensive Big Ten par les entraîneurs et dans la deuxième par les médias.
Le 26 novembre 2018, après la fin de la saison régulière du Michigan, Gary annonce qu'il renonce à sa saison senior pour participer à la draft 2019 de la NFL. Il décide aussi de ne pas jouer le match de bowl des Wolverines, le Peach Bowl contre les Gators de Floride, afin de se préparer pour la draft.

### Statistiques universitaires
| Année  | Équipe                 | Statut | MJ |       | Plaquages | Plaquages | Plaquages | Plaquages |       | Interceptions | Interceptions | Interceptions | Interceptions |  | Fumbles | Fumbles |
| Année  | Équipe                 | Statut | MJ | Total | Seul      | Ast.      | Sacks     | Nb.       | Yards | Déf.          | TD            | Nb.           | Rec.          |  |         |         |
| 2016   | Wolverines du Michigan | FR     | 12 | 23    | 12        | 11        | 0,5       | 0         | 0     | 0             | 0             | 0             | 0             |  |         |         |
| 2017   | Wolverines du Michigan | SO     | 13 | 58    | 25        | 33        | 5,5       | 0         | 0     | 0             | 0             | 1             | 0             |  |         |         |
| 2018   | Wolverines du Michigan | JR     | 9  | 38    | 20        | 18        | 3,5       | 0         | 0     | 0             | 0             | 0             | 0             |  |         |         |
| Totaux | Totaux                 | Totaux | 34 | 119   | 57        | 62        | 9,5       | 0         | 0     | 0             | 0             | 1             | 0             |  |         |         |

## Carrière professionnelle
Gary assiste au NFL Scouting Combine à Indianapolis, dans l'Indiana et réalise les performances suivantes :
| Taille             | Poids            | Bras               | Main              | Sprint   | Sprint   | Sprint   | Shuttle 20 yards | 3 cones drill | Détente        | Détente        | Développé couché | Test Wonderlic |
| Taille             | Poids            | Bras               | Main              | 40 yards | 10 yards | 20 yards | Shuttle 20 yards | 3 cones drill | verticale      | horizontale    | Développé couché | Test Wonderlic |
| 6 ft 4 in (1,93 m) | 277 lbs (126 kg) | 34 in 1⁄8 (0,87 m) | 9 in 5⁄8 (0,24 m) | 4,58 s   |          |          | 4,29 s           | 7,26 s        | 38 in (0,97 m) | 10 ft (3,05 m) | 26 reps          |                |

Avant la draft de 2019, Gary fonde sa propre agence de sport, Rashan Gary Sports. En janvier 2019, l'agence a deux clients : lui-même et Montre Gregory, des Falcons de l'université d'État de Bowling Green, un autre prospect de la NFL pour 2019. Gary dit qu'il a l'intention d'élargir l'agence pour recruter des joueurs de la NBA, de la MLB et de la LNH.
Gary est sélectionné au premier tour, 12e au total, par les Packers de Green Bay lors du draft 2019 de la NFL.

### Packers de Green Bay
Le 9 mai 2019, Gary signe un contrat de 4 ans d'une valeur de 15 877 312 $, comprenant une prime à la signature de 9,5 millions de dollar,.

#### Saison 2019
Quelques jours après la draft, il est révélé que Gary avait un ligament déchiré à l'épaule droite. Au cours d'un match de la semaine 3 contre les Broncos de Denver, Gary sacke le quarterback Joe Flacco, enregistrant son premier sack en carrière.En semaine 15 contre les Bears de Chicago, Gary réalise trois plaquages et un sack dans la victoire 21-13.

## Statistiques NFL
| Année  | Équipe               | MJ     |       | Plaquages | Plaquages | Plaquages | Plaquages |       | Interceptions | Interceptions | Interceptions | Interceptions |  | Fumbles | Fumbles |
| Année  | Équipe               | MJ     | Total | Seul      | Ast.      | Sacks     | Nb.       | Yards | Déf.          | TD            | Nb.           | Rec.          |  |         |         |
| 2019   | Packers de Green Bay | 16     | 21    | 13        | 8         | 2,0       | 0         | 0     | 0             | 0             | 0             | 1             |  |         |         |
| Totaux | Totaux               | Totaux | 21    | 13        | 8         | 2,0       | 0         | 0     | 0             | 0             | 0             | 1             |  |         |         |